# Bill Barilko

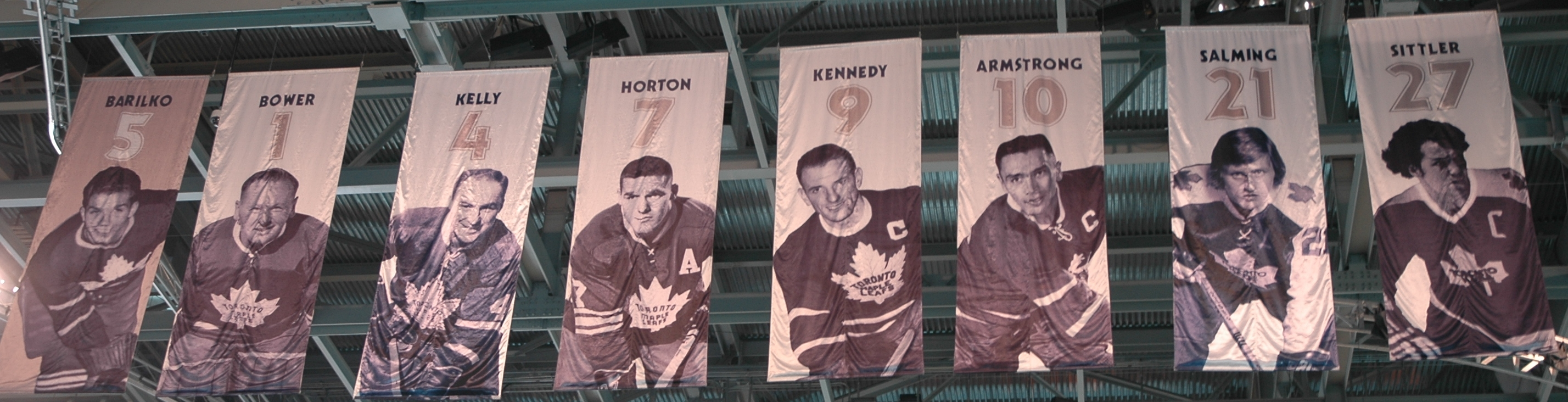
Bill Barilkos #5 i taket i Air Canada Centre, Toronto.

William "Bashin' Bill" Barilko, född 25 mars 1927 i Timmins, Ontario, död c:a 26 augusti 1951 nära Cochrane, Ontario, var en kanadensisk ishockeyspelare. 
Bill Barilko var back och spelade för Toronto Maple Leafs i NHL. Han vann Stanley Cup med Toronto 1947, 1948, 1949 och 1951. 1951 gjorde han det avgörande målet i finalen mot Montreal Canadiens. Barilko försvann, och hittades senare omkommen, i en flygplanskrasch med ett privatplan i samband med en fisketur i augusti 1951. Vraket av flygplanet upptäcktes först elva år senare i juni 1962, och det sägs att det låg en förbannelse över Toronto Maple Leafs medan Bill Barilkos kropp var försvunnen.